# Кутейниківська селищна рада
Куте́йниківська се́лищна ра́да — адміністративно-територіальна одиниця та орган місцевого самоврядування в Амвросіївському районі Донецької області. Адміністративний центр — селище міського типу Кутейникове.

## Загальні відомості
- Населення ради: 1 767 осіб (станом на 1 січня 2011 року)

## Населені пункти
Селищній раді підпорядковані населені пункти:
- смт Кутейникове

## Склад ради
Рада складається з 16 депутатів та голови.
- Голова ради: Урвачов Едуард Васильович
- Секретар ради: Шевченко Інна Петрівна

### Керівний склад попередніх скликань
| Прізвище, ім'я, по батькові | Основні відомості                                                | Дата обрання | Дата звільнення |
| --------------------------- | ---------------------------------------------------------------- | ------------ | --------------- |
| Урвачов Едуард Васильович   | Селищний голова, 1963 року народження, освіта вища, безпартійний | 26.03.2006   | 31.10.2010      |
| Урвачов Едуард Васильович   | Селищний голова, 1963 року народження, освіта вища, безпартійний | 31.10.2010   |                 |

Примітка: таблиця складена за даними сайту Верховної Ради України

### Депутати
За результатами місцевих виборів 2010 року депутатами ради стали:

#### За суб'єктами висування
| Суб'єкт висування | Кількість обраних депутатів | %   |
| ----------------- | --------------------------- | --- |
| Партія регіонів   | 16                          | 100 |

#### За округами
| № округу        | Прізвище, ім'я, по батькові       | Дата визнання обраним | Освіта             | Партійна приналежність | Відомості про обраного депутата                           |
| --------------- | --------------------------------- | --------------------- | ------------------ | ---------------------- | --------------------------------------------------------- |
| Партія регіонів |                                   |                       |                    |                        |                                                           |
| 1               | Шевченко Галина Олександрівна     | 01.11.2010            | середня спеціальна | член Партії регіонів   | Металістівський дитячий дошкільний заклад, вихователь     |
| 2               | Шевченко Інна Петрівна            | 01.11.2010            | вища               | член Партії регіонів   | Кутейниківська селищна рада, секретар ради                |
| 3               | Кравцова Валентина Іванівна       | 01.11.2010            | вища               | позапартійна           | Многопільська загальноосвітня школа, вчитель              |
| 4               | Лозовая Марина В'ячеславівна      | 01.11.2010            | вища               | член Партії регіонів   | пенсіонер                                                 |
| 5               | Ковальченко Наталія Олександрівна | 01.11.2010            | вища               | позапартійна           | ВО ВКГ "Компанія «Вода Донбасу», контролер                |
| 6               | Хопрянінова Надія Анатоліївна     | 01.11.2010            | вища               | член Партії регіонів   | Кутейниківська селищна рада, землевпорядник               |
| 7               | Закалічна Галина Іванівна         | 01.11.2010            | вища               | позапартійна           | пенсіонер                                                 |
| 8               | Буравкова Ірина Миколаївна        | 01.11.2010            | вища               | позапартійна           | тимчасово не працює                                       |
| 9               | Гевелєв Олександр Анатолійович    | 01.11.2010            | вища               | позапартійний          | приватний підприємець                                     |
| 10              | Бобренкова Євгенія Іванівна       | 01.11.2010            | вища               | позапартійна           | Кутейниківський комбінат хлібопродуктів, охоронець ОХР    |
| 11              | Волошина Лілія Борисівна          | 01.11.2010            | середня            | член Партії регіонів   | Кутейниківський дитячий дошкільний заклад, кухар          |
| 12              | Каплунова Марина Борисівна        | 01.11.2010            | вища               | член Партії регіонів   | тимчасово не працює                                       |
| 13              | Токарева Світлана Дмитрівна       | 01.11.2010            | вища               | позапартійна           | Кутейниківська загальноосвітня школа, заступник директора |
| 14              | Коломієць Ольга Вікторівна        | 01.11.2010            | середня            | позапартійна           | тимчасово не працює                                       |
| 15              | Калайтанова Тетяна Миколаївна     | 01.11.2010            | вища               | позапартійна           | Амвросіївський територіальний центр, соціальний працівник |
| 16              | Хавалджі Людмила Михайлівна       | 01.11.2010            | середня            | позапартійна           | приватний підприємець                                     |